# Каспер-Маунтин (Вайоминг)
Каспер-Маунтин (англ. Casper Mountain, Wyoming) — статистически обособленная местность, расположенная в округе Натрона (штат Вайоминг, США) с населением в 298 человек по статистическим данным переписи 2000 года.

## География
По данным Бюро переписи населения США статистически обособленная местность Каспер-Маунтин имеет общую площадь в 26,94 квадратных километров, водных ресурсов в черте населённого пункта не имеется.
Статистически обособленная местность Каспер-Маунтин расположена на высоте 2427 метров над уровнем моря.

## Демография
По данным переписи населения 2000 года в Каспер-Маунтине проживало 298 человек, 97 семей, насчитывалось 126 домашних хозяйств и 303 жилых дома. Средняя плотность населения составляла около 11,0 человек на один квадратный километр. Расовый состав Каспер-Маунтин по данным переписи распределился следующим образом: 96,31 % белых, 1,68 % — коренных американцев, 1,68 % — представителей смешанных рас, 0,34 % — других народностей. Испаноговорящие составили 2,01 % от всех жителей статистически обособленной местности.
Из 126 домашних хозяйств в 28,6 % — воспитывали детей в возрасте до 18 лет, 72,2 % представляли собой совместно проживающие супружеские пары, в 1,6 % семей женщины проживали без мужей, 23,0 % не имели семей. 18,3 % от общего числа семей на момент переписи жили самостоятельно, при этом 4,8 % составили одинокие пожилые люди в возрасте 65 лет и старше. Средний размер домашнего хозяйства составил 2,37 человек, а средний размер семьи — 2,71 человек.
Население статистически обособленной местности по возрастному диапазону по данным переписи 2000 года распределилось следующим образом: 20,8 % — жители младше 18 лет, 4,7 % — между 18 и 24 годами, 25,2 % — от 25 до 44 лет, 39,9 % — от 45 до 64 лет и 9,4 % — в возрасте 65 лет и старше. Средний возраст жителей составил 45 лет. На каждые 100 женщин в Каспер-Маунтине приходилось 117,5 мужчин, при этом на каждые сто женщин 18 лет и старше приходилось 108,8 мужчин также старше 18 лет.
Средний доход на одно домашнее хозяйство в статистически обособленной местности составил 65 795 долларов США, а средний доход на одну семью — 67 273 доллара. При этом мужчины имели средний доход в 51 705 долларов США в год против 30 104 доллара среднегодового дохода у женщин. Доход на душу населения в статистически обособленной местности составил 35 866 долларов в год. Все семьи Каспер-Маунтина имели доход, превышающий уровень бедности, 4,7 % от всей численности населения находилось на момент переписи населения за чертой бедности.